# Санта-Лусия-дель-Камино
Санта-Лусия-дель-Камино (исп. Santa Lucía del Camino)  —   город и муниципалитет в Мексике, входит в штат Оахака. Население — 45 721 человек (на 2005 год).